# Hapalophragmium anamalaiense
Hapalophragmium anamalaiense är en svampart som beskrevs av T.S. Ramakr. & K. Ramakr. 1948. Hapalophragmium anamalaiense ingår i släktet Hapalophragmium och familjen Raveneliaceae.   Inga underarter finns listade i Catalogue of Life.